# テリー伊藤のマル金ライダー8
『テリー伊藤のマル金ライダー8〜ようこそ自力で生きる世界へ〜』（テリーいとうのマルきんライダーエイト ようこそじりきでいきるせかいへ）は、2016年4月3日から2017年3月27日までTOKYO MXで放送されていた情報バラエティ番組。
新たなビジネスに挑戦する様々な業界人をゲストに迎え、そこに至った経緯や極意などを聞き出していた。

## 出演者

### レギュラー
- 研究所所長[2]：テリー伊藤
- 研究所秘書[2]：杉原杏璃
- 株式会社水戸大家さん代表取締役[2]：峯島忠昭 - 最終回ではゲストとして出演[2]。

### ゲスト
- 第1回：小玉歩
- 第2回：七星明
- 第3回：辻本良久
- 第4回：吉野勲
- 第5回：村上由未子
- 第6回：原田浩太郎
- 第7回：桜木大洋
- 第8回：今関庸平
- 第9回：川島和正 前編
- 第10回：川島和正 後編
- 第11回：坂本好隆
- 第12回：村上祐章
- 第13回：池田ナヲキ
- 第14回：小平つかさ
- 第15回：石山芳和
- 第16回：二谷誠
- 第17回：佐藤セルゲイビッチ 前編
- 第18回：佐藤セルゲイビッチ 後編
- 第19回：しんえもん。
- 第20回：えのやん！
- 第21回：葉山満
- 第22回：石田健
- 第23回：はるな愛
- 第24回：はるな愛
- 第25回：多田れいか
- 第26回：総集編
- 第27回：桜庭匠
- 第28回：大田賢二
- 第29回：サチン・チョードリー
- 第30回：Ryo
- 第31回：杉本裕典、浦井啓二郎

## スタッフ
- ナレーター：佐藤芳洋
- 構成：丹羽周、松見寿夫
- アドバイザー：松本憲一
- タイトルデザイン：松本眞弓
- 技術協力：DEEP
- 技術：真田光
- 音声：梅原淑行
- 音響効果：古野達生
- ヘアメイク：須藤裕美
- 編集・MA：オムニバス・ジャパン
- 営業：水越朱衣子（TOKYO MX）
- 撮影協力：ハマーカフェ
- デスク：粟野莉穂
- AD：服部亮、長束里紗、佐藤未央
- AP：辻大地
- 演出：田中健
- ラインプロデューサー：根来将男
- プロデューサー：川名浩二（TOKYO MX）、原田政彦、有賀達也
- 制作協力：株式会社タッチプランニング
- 製作著作：株式会社ロコモーション、TOKYO MX